# Сова-лісовик африканська
Сова-лісовик африканська (Strix woodfordii) — вид птахів родини совових (Strigidae). Поширений в Африці.

## Поширення
Вид досить поширений в Африці південніше Сахари. Ареал виду простягається від Сенегалу та Гамбії на схід до Ефіопії, на південь до Анголи, Ботсвани та Зімбабве. Він також населяє Мозамбік і Капську провінцію Південної Африки. Це осілий птах, який зустрічається переважно на узліссях первинних лісів, в густих лісових масивах, лісових масивах уздовж річок, а також на плантаціях. Уникає посушливі пустелі і напівпустелі. Його висотне поширення коливається від низин до висот 3700 метрів над рівнем моря.

## Підвиди
- Strix woodfordii umbrina (Heuglin, 1863), Ефіопія та схід Південного Судану;
- Strix woodfordii nigricantior (Sharpe, 1897), Південне Сомалі до Кенії на південь до Танзанії, включаючи Занзібар, і східну частину Демократичної Республіки Конго;
- Strix woodfordii nuchalis (Sharpe, 1870), Сенегал і Гамбія на схід до Південного Судану, Уганда, західна частина Демократичної Республіки Конго та Північна Ангола, також Біоко;
- Strix woodfordii woodfordii (Smith, A, 1834), південь Анголи та південь Демократичної Республіки Конго, на північ до південно-західної частини Танзанії, на схід до Ботсвани та Південної Африки.

## Опис
З розміром тіла приблизно від 30 до 35 сантиметрів, африканська сова є середнім видом у своєму роді. Важить від 240 до 350 грамів. Вуха з пір'я відсутні. Основний тон оперення — світло-коричневий. Верхня сторона тіла покрита білими цяточками. На нижній стороні тіла є сірі та червонувато-коричневі горизонтальні смуги на білуватому або коричневому оперенні. Брови білуваті. Очі темно-карі. Дзьоб і неоперені пальці жовтуваті.

## Спосіб життя
Мешкає в основному в лісах і лісистих саванах, хоча іноді мешкає на плантаціях. Він веде суто нічний спосіб життя і харчується переважно комахами, але також їсть рептилій, дрібних ссавців та інших птахів, яких здебільшого ловлять, злітаючи з місця. Він розмножується з липня по жовтень і відкладає від 1 до 3 яєць у дуплі дерева. Інкубація починається з першого яйця, щоб молодняк вилуплювався несинхронно, і якщо їжі мало, то відбувається сибліцид. Яйця висиджують близько 31 дня. Через п'ять тижнів після того, як з яєць вилупляться, дитинчата залишають гніздо і через два тижні можуть літати. Молодняк залишається з батьками близько чотирьох місяців, а іноді до наступного сезону розмноження. Вдень ночує поодиноко або парами високо на деревах.